# Grande Fenwick
O Ducado de Grande Fenwick é um pequeno país fictício criado por Leonard Wibberley em uma série de romances cômicos começando com The Mouse That Roared (1955), que foi transformado em filme de 1959.
Nos romances, Wibberley vai além do meramente cômico, colocando a pequena nação (39 quilômetros quadrados) em situações absurdas para comentar satiricamente a política e os eventos contemporâneos.

## História e topografia
O Ducado de Grande Fenwick é descrito como não mais de cinco milhas (8 km) de comprimento e três milhas (5 km) de largura e fica em uma dobra nos Alpes do Norte. O país imaginário possui três vales, um rio e uma montanha com uma altitude de 2.000 pés (610 m). Nas encostas do norte são 400 acres (160 ha) de vinhas. As encostas onde o solo é menos fértil sustentam rebanhos de ovelhas que fornecem carne, laticínios e lã. A maioria dos habitantes vive na cidade de Fenwick, que está agrupada em torno do Castelo de Fenwick, a sede do governo. A cidade de Fenwick também abriga o único bar/pousada/restaurante do país, o Grey Goose Pub. A cerca de 3 km da cidade de Fenwick fica uma Reserva Florestal de 200 hectares que possui uma cachoeira de 6,1 m e atrai muitos pássaros que o país afirma ser seus próprios pássaros nativos. Há um pequeno mosteiro na orla da floresta que também abriga a escola.
O Ducado leva o nome de seu fundador, o cavaleiro inglês Sir Roger Fenwick que, enquanto empregado pela França, se estabeleceu lá com seus seguidores em 1370. Graças a Sir Roger, a língua nacional é o inglês.
O Ducado, governado pela Duquesa Gloriana XII, é descrito como fazendo fronteira com a Suíça e a França nos Alpes. Evidências internas apontam para o ducado estar na região de Franche-Comté, no leste da França, perto (ou no topo de) Les Gras. Mantém uma economia pré-industrial, baseada quase inteiramente na produção de lã e vinho Pinot Grand Fenwick. No entanto, no quarto livro da série Mouse, há dois carros em Grande Fenwick, um Daimler de 1947 pertencente à Duquesa Gloriana, e o outro, um Rolls-Royce Silver Ghost de 1927, pertencente ao Conde de Mountjoy. Há apenas um posto de gasolina, que também é a loja de bicicletas. Além desses exemplos, não há tecnologia moderna no Ducado. O Ducado tem um serviço postal, embora o correio para fora do Ducado tenha que ser enviado para Mônaco.

## Governo
O Ducado de Grande Fenwick é uma monarquia liderada pela Duquesa Gloriana XII. No romance The Mouse that Roared, ela é uma jovem de vinte e dois anos e se casa com Tully Bascomb. Em O Rato na Lua e O Rato em Wall Street, ela tem trinta e poucos anos. Em O Rato que Salvou o Oeste, ela tem quarenta e dois anos, e Tully está morto há algum tempo. Na versão cinematográfica de 1959, ela é uma paródia da Rainha Vitória, que ainda está de luto por seu marido, o príncipe Luis da Bósnia-Herzegovina, que está "desaparecido" de uma caça ao tigre há 27 anos. No filme, ela acha que o presidente dos Estados Unidos é Calvin Coolidge, e ela é dona do único automóvel do Ducado – um modelo de manivela dos anos 1920. Isso não é assim nos livros originais. Não se sabe se ela tem filhos.
A nação tem dois partidos políticos, os Dilucionistas (ou Oposição Leal de Sua Graça), liderados por David Bentner, e os Anti-Dilucionistas, liderados pelo Conde Mountjoy, o primeiro-ministro. Os nomes das partes refletem suas posições sobre a diluição das exportações de vinho do Ducado. As posições de liderança são hereditárias.

## Bandeira nacional
Uma águia de duas cabeças  dizendo "Sim" de um bico e "Não" de outro. Sir Roger registrou que aprendeu apenas três coisas em seus dois anos na Universidade de Oxford:
1. Esse "sim" poderia ser transformado em "não" e vice-versa se uma quantidade suficiente de palavras fosse aplicada ao assunto.
2. Em qualquer discussão o vencedor está sempre certo.
3. Embora a caneta seja mais poderosa que a espada, a espada fala mais alto e mais forte a qualquer momento.[3]

## Forças de defesa
A Força Expedicionária do Grande Fenwick consiste em 20 arqueiros selecionados entre 700 no Ducado e três homens de armas selecionados entre 20 que têm o direito de carregar lança e maça. Eles estão vestidos com cota de malha e armados com arcos longos. Eles são liderados por Forester Tully Bascomb, nomeado Alto Constable, e Serjeant-at-Arms Will Buckley (que tinha experiência na Segunda Guerra Mundial com o Exército Britânico).
Em Beware of the Mouse afirma-se que a constituição de Grande Fenwick é alterada para afirmar que nenhuma arma mais moderna do que o arco longo será usada pelo exército da nação. O arco longo é uma parte vital da história do país, suas fronteiras originalmente determinadas pela distância que um pelotão de arqueiros podia atirar em cada direção. (Na vida real da época, a extensão das águas territoriais de um país era definida pelo limite de três milhas, que tradicionalmente se acredita ser baseado no alcance efetivo de um canhão disparado de terra costeira em direção ao mar.)
No filme The Mouse on the Moon, Grande Fenwick é mostrado como tendo uma pequena força militar vestida semelhante à Brigada de Guardas e armada com rifles.

## Os Romances
Em The Mouse That Roared (1955), o Ducado procura impedir a falsificação americana de Pinot Grande Fenwick. Os protestos formais de Grande Fenwick são ignorados pelos funcionários do Departamento de Estado dos EUA, que acham que os documentos são brincadeiras. Grande Fenwick então planeja um ataque aos Estados Unidos, certo de que isso levará à derrota imediata, seguida de generosa ajuda americana. A Força Expedicionária de Grande Fenwick aterrissa quando as ruas de Nova Iorque ficam desertas durante um exercício de ataque nuclear. Em última análise, eles fazem prisioneiros e voltam para Grande Fenwick. Um dos prisioneiros é o inventor da Q-bomb, e o Ducado se encontra possuidor do único modelo funcional dessa arma devastadora. Grande Fenwick forma uma aliança de pequenas nações, os Tiny Twenty,e usa seu controle da bomba para obter a paz mundial.
Beware of the Mouse (1958) se passa na Idade Média e explica a origem histórica de Grande Fenwick.
Em The Mouse on the Moon (1962), Grande Fenwick vence os EUA e a União Soviética em uma corrida espacial usando um novo combustível de foguete, o ingrediente secreto para o qual é encontrado em uma safra "premier grand cru" de Pinot Grande Fenwick.
Em The Mouse on Wall Street (1969), o Ducado perturba as finanças do mundo. Em uma tentativa de se livrar de um pagamento de royalties considerável de uma empresa americana de chicletes, investindo-o em empresas falidas, a Duquesa Gloriana descobre que tem o toque de Midas para o mercado de ações e, em uma enxurrada de rumores e suposições, o Ducado se torna uma superpotência financeira.
Em The Mouse that Saved the West (1981), descobre-se que o Ducado está sobre o maior depósito de petróleo do mundo.

## Outras aparições
Um piloto de televisão de 1966 com Sid Caesar nos mesmos papéis que Peter Sellers desempenhou no filme foi filmado, mas nunca escolhido como uma série.
Grande Fenwick é mencionado em The New Traveller's Almanac, parte da série The League of Extraordinary Gentlemen.
Nos quadrinhos Aetheric Mechanics, Grande Fenwick é afirmado ter sido anexado pela Ruritânia.
Grande Fenwick é usado no Projeto Euler para criar o contexto do problema 314. 
Na história alternativa compartilhada de Ill Bethisad (1997 e depois), Grande Fenwick é um país real localizado entre a França e Helvetia (a versão deste mundo da Suíça).
O Arquiduque Real de Grande Fenwick é um esquema usado por Barney Stinson para seduzir um especialista em arte no episódio de How I Met Your Mother "The Ashtray".
No projeto de construção de mundo compartilhado do Otherworld Project (2011 e depois), Grande Fenwick é um país sem litoral no continente de Messenia no planeta Terra de Arden. Embora a versão de Arden compartilhe semelhanças com outras versões do ducado (como ter uma monarquia, sua fundação por Roger Fenwick e usar a bandeira da águia de duas cabeças), ela também tem muitas diferenças.

## Adaptações cinematográficas
- O Rato Que Ruge
- O Rato na Lua